# Jill Kassidy
Jill Kassidy (Dallas, 18 febbraio 1996) è un'attrice pornografica statunitense.

## Biografia
Nata a Dallas, nello stato del Texas, dopo essersi diplomata al liceo, si è trasferita nella città di San Antonio per iniziare gli studi universitari. Dopo un periodo di lavoro come cameriera, è stata scoperta da un agente che le ha stipulato un contratto esclusivo con l'agenzia di modelle LA Direct Models.
Kassidy si trasferì a Los Angeles, dove entrò nell'industria pornografica nell'estate 2016, a 19 anni.
Come un'attrice, ha lavorato per le case di produzione quali Kick Ass Pictures, Brazzers, Reality Kings, Zero Tolerance, Digital Playground, Evil Angel, New Sensations, Elegant Angel, Jules Jordan Video, Naughty America, Wicked Pictures e Girlfriends Films.
Nel 2018 ha vinto il premio AVN per la migliore attrice rivelazione.

## Riconoscimenti
AVN Awards
- 2018 – Best New Starlet[4]
- 2023 - Best All-Girl Group Sex Scene per Close Up con Gianna Dior e Natalia Nix[5]

XRCO Awards
- 2018 - Best Actress per Half His Age: A Teenage Tragedy[6]

Spank Bank Technical Awards
- 2018 –The 'Could Have Been' Greatest Dallas Cowboys Cheerleader EVER!